# Mýkani
 (juin 2025).
Mýkani (grec moderne : Μύκανη) est une localité située dans le dème des Météores, dans le district régional de Tríkala, dans la périphérie de Thessalie, en Grèce.
Selon le recensement de 2021, elle compte 7 habitants.